# Stephen Willis
Stephen Willis (12 dicembre 1986) è un calciatore cookese, centrocampista del Nikao Sokattack.

## Carriera

### Nazionale
Conta 4 presenze con la maglia della propria Nazionale.